# آيبلشتات
آيبل اشتات (بالألمانية: Eibelstadt) هي place with town rights and privileges وبلدة ألمانية تقع في ألمانيا في بافاريا.